# دنام

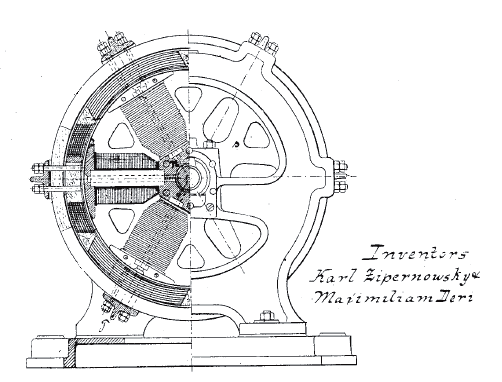
"آلة حركية كهربائية" (منظر خلفي، مقطع جزئي)

الدِّنام (الجمع: دُنُم) (بالإنجليزية: Dynamo)‏ اسم كان يطلق في الأصل على المولد الكهربائي، إلا أنه أصبح يشير الآن إلى مولدات التيار المستمر التي تعتمد المبادل الكهربائي (الساعة بلغة بعض الفنيين).
استعملت الدُّنُم في إنتاج الطاقة الكهربائية قبل اختراع المُنوِّبات التي طغت عليها فيما بعد بسبب عيوب المبادل الكهربائي وسهولة استعمال أشباه الموصلات (الحالة الصلبة).

## التسمية
يُسمَّى الدِّنام أيضًا المُولّد أو مولد التيار المستمر، ولكن هذين الاسمين عامين مُلبسين مع المولد الكهربائي عامةً، وله اسمين مُعرَّبين من الأصل الإنجليزي (بالإنجليزية: Dynamo)‏ هما الدينامو أو الدِّنمو.

## وصف
يتألف الدِّنام من ملفات دوارة من الأسلاك الموصلة للكهرباء وحقل مغنطيسي لتحويل الحركة الدورانية إلى نبضات من التيار المستمر وفقا لما يسمى قانون فارادي.
يدعى الجزء الثابت من آلة الدينامو بالعضو الثابت أو العضو الساكن ووظيفته إنشاء مجال مغنطيسي ثابت، بينما يدعى الجزء المتحرك من الآلة بالعضو الدوار والذي يدور ضمن خطوط التدفق المغنطيسي.
تُستعمل مغانط دائمة لتوليد مجال مغنطيسي ثابت  في المولدات الصغيرة، بينما يتولد هذا المجال في المولدات الكبيرة بفضل المغانط الكهربائية (تدعى أيضا ملفات الفيض أو ملفات التغذية).